# Verbesina rupestris
Verbesina rupestris là một loài thực vật có hoa thuộc họ Asteraceae.
Loài này chỉ có ở Jamaica.
Chúng hiện đang bị đe dọa vì mất môi trường sống.